# Stahlhofen
Stahlhofen település Németországban, Rajna-vidék-Pfalz tartományban. Lakosainak száma 721 fő (2023. december 31.). Stahlhofen Isselbach, Montabaur és Daubach községekkel határos.

## Népesség
A település népességének változása:
| Lakosok száma | 486  | 702  | 724  | 741  | 755  | 721  |
|               | 1975 | 2017 | 2019 | 2021 | 2022 | 2023 |